# Tetjana Petljuk
Tetjana Hryhoriwna Petljuk (ukrainisch Тетяна Григорівна Петлюк; * 22. Februar 1982 in Kiew) ist eine ukrainische Leichtathletin, die sich auf die 800 Meter spezialisiert hat. Ihre persönliche Bestzeit beträgt 1:57,34 Minuten, die sie im Juni 2006 in Kiew erzielte. Ihre Bestzeit in der Halle beträgt 1:58,67 Minuten, die sie 2007 erzielte.
Petljuk war schon in jungen Jahren eine talentierte Läuferin und gewann Gold beim Europäischen Olympischen Jugendfestival, Silber bei den Jugendweltmeisterschaften 1999, dann Bronze bei den Junioreneuropameisterschaften 2001. Von 2004 bis 2009 war sie die beste 800-Meter-Läuferin der Ukraine und gewann in diesem Zeitraum sieben nationale Titel.
Sie vertrat die Ukraine bei den Olympischen Spielen 2004 in Athen und 2008 in Peking und erreichte beide Male das Halbfinale. Sie war auch Halbfinalistin bei drei Leichtathletik-Weltmeisterschaften (2005, 2007, 2009). Ihre wichtigsten Medaillengewinne errang sie in der Halle: Sie war Zweite sowohl bei den Halleneuropameisterschaften 2007 als auch bei den IAAF-Hallenweltmeisterschaften 2008.
Anomalien in ihrem biologischen Pass, die im Zeitraum vom 18. August 2009 bis Februar 2013 festgestellt wurden, führten zu einer zweijährigen Sperre des Sports und zur Annullierung ihrer Ergebnisse in dieser Zeit (darunter zwei ihrer drei Auftritte bei den Leichtathletik-Europameisterschaften und ihr Lauf bei den Weltmeisterschaften 2011).

## Karriere

### Frühe Karriere
Sie wurde in Kiew geboren. In ihrer Jugend genoss sie Schwimmen und Tischtennis, bevor sie in die Leichtathletik wechselte, nachdem sie in der Schule Jungen bei Rennen geschlagen hatte. Ihre Eltern stimmten 1994 zu, sie auf eine Sportschule in der Hauptstadt zu schicken. In ihrem ersten internationalen Wettbewerb gewann sie 1997 die 400 Meter beim Europäischen Olympischen Jugendfestival. Weitere Medaillen folgten bei den Jugendweltmeisterschaften 1999 in der Leichtathletik, wo sie hinter Georgie Clarke über 800 Meter Zweite wurde und der Ukraine in der Sprint-Staffel zur Bronzemedaille verhalf. Danach begann sie, sich auf die Mittelstrecke zu spezialisieren.
Im Jahr 2000 lief sie eine persönliche Bestzeit von 2:04,74 Minuten über die 800 Meter und belegte bei den Weltmeisterschaften der Junioren im Jahr 2000 den sechsten Platz in dieser Disziplin. Im Jahr 2001 wurde sie an der Nationalen Universität für Sport Kiew aufgenommen – der besten Sportuniversität des Landes. Bei den Europameisterschaften der Junioren 2001 war sie Bronzemedaillengewinnerin, doch später stellte sie fest, dass sie den Wettbewerb nicht professionell angegangen war, da sie nur wenige Stunden vor dem Finale eine lange Einkaufsreise unternommen hatte. Ihre Bestzeit verbesserte sie 2002 auf 2:02,41 Minuten. 2003 nahm sie zweimal an internationalen Wettkämpfen teil: 2003 lief sie bei den IAAF-Hallenweltmeisterschaften in den Vorläufen und 2003 bei den U23-Europameisterschaften als Siebte.

### Erste Senioren-Wettbewerbe
Ihre erste A-Nationalmannschaftsmedaille gewann sie 2004 beim Hallen-Europapokal, wo sie mit einer persönlichen Bestzeit von 2:01,14 Minuten um Bronze lief. Sie gewann den ukrainischen Hallentitel, scheiterte aber bei den IAAF-Hallenweltmeisterschaften 2004 aufgrund einer Verletzung ihrer Sakralnerven im Finale. Nach einem siebten Platz bei den Europameisterschaften 2004 gewann sie ihren ersten nationalen Titel im Freien, wobei sie zum ersten Mal unter zwei Minuten eintauchte und in 1:59,62 Minuten ins Ziel kam. Im Halbfinale der Olympischen Spiele 2004 in Athen erzielte sie eine persönliche Bestzeit von 1:59,48 Minuten, aber das reichte nicht aus, um ins Finale einzuziehen.
Sie scheiterte 2005, als ihr Trainer beim FC Khimki anfing, solche Höhenflüge zu erreichen. Mit wenig Geld oder Zeit mit ihrem Trainer war sie in diesem Jahr mit 2:01,78 Minuten am schnellsten. Dennoch gewann sie noch einen zweiten nationalen Hallentitel und war Halbfinalistin bei den Halleneuropameisterschaften 2005 und den Weltmeisterschaften 2005. Im folgenden Jahr wechselte ihr Trainer zum FC Krasnodar und sie reiste erneut mit ihm. Diesmal waren ihre Trainingsvorkehrungen produktiver. In der Hallensaison gewann sie das Sparkassen-Cup-Meeting und war Halbfinalistin bei den IAAF-Hallenweltmeisterschaften 2006. Ihr Auftakt im Freien in 1:57,34 Minuten war ihr schnellster in diesem Jahr. Sie gehörte zu den Favoritinnen beim Europacup 2006, stürzte jedoch im Rennen und wurde mit oberflächlichen Verletzungen ins Krankenhaus eingeliefert. Bei den Europameisterschaften 2006 lief sie gut, war aber aufgrund ihres vorherigen Sturzes konservativ in ihrer Taktik: Da sie sich entschied, nicht in der engsten Bahn zu laufen, verpasste sie am Ende nur knapp eine Medaille. Spätere Untersuchungen ergaben, dass sie während des Rennens 817 m zurückgelegt hatte. Ihre Saison endete mit einem sechsten Platz beim IAAF-Weltfinale der Leichtathletik 2006.

### Europäische und Welterfolge
Petljuk begann das Jahr 2007 in guter Form, gewann das Sparkassen-Cup-Meeting mit einer Hallenbestzeit von 1:58,67 Minuten und stellte beim PSD-Bank-Meeting einen neuen Rekord auf. Sie gewann den dritten ukrainischen Hallentitel in Folge und sicherte sich die Silbermedaille bei den Halleneuropameisterschaften 2007, wo sie Zweite hinter Oxana Sbroschek wurde. Bei den Weltmeisterschaften 2007 stand sie im Halbfinale, aber anhaltende Oberschenkelschmerzen behinderten ihre Saison. Nach dem Ende der Leichtathletik-Saison diagnostizierten Ärzte bei ihr eine Bandscheibenhernie, die von ihrem Sturz im Jahr 2006 herrührte.

Sie kehrte nach ihrer Rehabilitation Anfang 2008 erfolgreich zurück, besiegte Maria de Lurdes Mutola bei den IAAF-Hallenweltmeisterschaften 2008 und holte im 800-Meter-Finale hinter Tamsyn Lewis die Silbermedaille. In diesem Jahr war sie nationale Meisterin sowohl in der Halle als auch im Freien und vertrat die Ukraine bei den Olympischen Sommerspielen 2008. Sie war eine 800-Meter-Halbfinalistin und lief auch in den Vorläufen mit der ukrainischen 4-mal-400-Meter-Staffel. Sie nahm nicht an den verbleibenden Treffen der IAAF Golden League teil, da sie nach Kiew zurückgerufen wurde, um in Anerkennung ihrer Leistungen eine Wohnung zu erhalten. Dies geschah jedoch nie, und ihre Saison endete vorzeitig. Später äußerte sie sich zu der Affäre: 
"They said that my participation was obligatory, because the mayor of Kiev had to give me keys for a new apartment in the Ukrainian capital. But finally I got just a commendation for my high results in athletics. I felt defrauded."
Bei den Halleneuropameisterschaften der 2009 belegte sie den sechsten Platz, war aber bei den Weltmeisterschaften 2009 im Freien wieder nur Halbfinalistin. Sie war erneut in der ukrainischen Staffel vertreten, schaffte es aber auch dort nicht ins Finale. Sie errang nationale Titel über 800 und 1500 Meter im Freien. An den Weltmeisterschaften gab sie während ihrer Dopingkontrolle eine Blutprobe ab, die letztlich zur Disqualifikation aller ihrer Ergebnisse vom 18. August 2009 bis zum 15. Februar 2013 führen sollte: Leistungen bei ihren nationalen Meisterschaften und Ergebnisse der Halleneuropameisterschaften 2011, den Weltmeisterschaften 2011 und der Europameisterschaften 2012.

### Dopingsperre
Anfang 2013 suspendierte der ukrainische Leichtathletikverband Petljuk aufgrund von Anomalien in ihrem biologischen Pass für zwei Jahre. Sie war von Februar 2013 bis Februar 2015 für Wettkämpfe gesperrt.

## Persönliches
Im Jahr 2008 erwarb sie einen Master-Abschluss in Sportpsychologie an der Nationalen Universität für Sport in Kiew.

## Persönliche Bestleistungen
Freiluft
- 800 Meter – 1:57,34 min (2006)
- 1000 Meter – 2:41,69 min (2007)
- 1500 Meter – 4:06,51 min (2009)

Halle
- 800 Meter – 1:58,67 min (2007)
- 1000 Meter – 2:34,76 min (2007)
- 1500 Meter – 4:10,91 min (2008)

## Erfolge
| Angetreten für die Ukraine | Angetreten für die Ukraine    | Angetreten für die Ukraine         | Angetreten für die Ukraine | Angetreten für die Ukraine | Angetreten für die Ukraine |
| -------------------------- | ----------------------------- | ---------------------------------- | -------------------------- | -------------------------- | -------------------------- |
| 1999                       | Jugendweltmeisterschaften     | Bydgoszcz, Polen                   | 2.                         | 800 m                      | 2:06,97 min                |
| 2000                       | Juniorenweltmeisterschaften   | Santiago, Chile                    | 6.                         | 800 m                      | 2:07,26 min                |
| 2000                       | Juniorenweltmeisterschaften   | Santiago, Chile                    | 6.                         | 4 × 400 m Staffel          | 3:37,83 min                |
| 2001                       | Junioreneuropameisterschaften | Grosseto, Italien                  | 3.                         | 800 m                      | 2:04,15 min                |
| 2003                       | U23-Europameisterschaften     | Bydgoszcz, Polen                   | 7.                         | 800 m                      | 2:06,57 min                |
| 2003                       | U23-Europameisterschaften     | Bydgoszcz, Polen                   | 4.                         | 4 × 400 m Staffel          | 3:33,63 min                |
| 2006                       | Europameisterschaften         | Gothenburg, Schweden               | 4.                         | 800 m                      | 1:58,65 min                |
| 2006                       | Leichtathletik-Weltfinale     | Stuttgart, Deutschland             | 6.                         | 800 m                      | 2:00,67 min                |
| 2007                       | Halleneuropameisterschaften   | Birmingham, Vereinigtes Königreich | 2.                         | 800 m                      | 1:59,84 min                |
| 2008                       | Hallenweltmeisterschaften     | Valencia, Spanien                  | 2.                         | 800 m                      | 2:02,66 min                |
| 2011                       | Halleneuropameisterschaften   | Paris, Frankreich                  | DQ                         | 800 m                      |                            |
| 2011                       | Weltmeisterschaften           | Daegu, Südkorea                    | DQ                         | 800 m                      |                            |
| 2012                       | Europameisterschaften         | Helsinki, Finnland                 | DQ                         | 800 m                      |                            |